# Revúcka vrchovina
Koordinaten: 48° 30′ N, 20° 0′ O

Lage des Berglands in den Westkarpaten (rot hervorgehoben)

Die Revúcka vrchovina (deutsch etwa Großrauschenbacher Bergland) ist ein Bergland in der südlichen Mitte der Slowakei, geomorphologisch Teil des Slowakischen Erzgebirges, das etwa 1000 km² bedeckt und sich ungefähr vom Südwesten nach Nordosten zieht. Benannt ist das Bergland nach der Stadt Revúca in der östlichen Hälfte. Die höchsten Punkte liegen im Nordosten nahe Dobšiná und der höchste Berg heißt Veľký Radzim (991 m n.m.). 

## Beschreibung
Das Bergland grenzt an die Stolické vrchy im Norden, Volovské vrchy im Nordosten und Osten, Slowakischer Karst und Rožňavská kotlina im Südosten, Juhoslovenská kotlina im Süden, Ostrôžky im Westen und Veporské vrchy im Nordwesten.
Die meisten Täler innerhalb von Revúcka vrchovina verlaufen in ungefähr Nord-Süd-Richtung, dementsprechend sinkt die Höhe generell von Norden nach Süden. Bedeutende Flüsse im Bergland oder an seinem Rand sind unter anderem Krivánsky potok und Oberlauf des Ipeľ im Westen sowie Rimavica, Rimava, Blh, Muráň und Štítnik in der Mitte und Osten, die zum Einzugsgebiet der Slaná gehören.
Ein touristischer Anziehungspunkt ist die Aragonithöhle von Ochtiná.

## Gliederung
Das Bergland gliedert sich in fünf Untereinheiten, die auch neun Teile beinhalten.
- Cinobanské predhorie
  - Lovinobanská brázda
  - Málinská brázda
- Železnícke predhorie
  - Pokoradzská tabuľa
  - Blžská tabuľa
  - Rimavské podolie
  - Železnícka brázda
  - Jelšavské podolie
- Hrádok
  - Štítnicke podolie
- Turecká
  - Slanské podolie
- Dobšinské predhorie